# Ali Soozandeh
Ali Soozandeh (Xiraz, 2 de março de 1970) é um cineasta iraniano.